# 46991 Carolinesoubiran
46991 Carolinesoubiran è un asteroide della fascia principale. Scoperto nel 1998, presenta un'orbita caratterizzata da un semiasse maggiore pari a 2,5529406 au e da un'eccentricità di 0,1547878, inclinata di 1,12388° rispetto all'eclittica.